# ヨルグ・ロースリスベルガー
ヨルグ・ロースリスベルガー（Jürg Röthlisberger、1955年2月2日 - ）はスイス出身の柔道家。身長183cm。

## 経歴
1976年モントリオールオリンピックで銅メダルを獲得。1980年モスクワオリンピックでは金メダルを獲得した。

## 主な戦績
- 1974年 - ヨーロッパジュニア　3位(中量級)
- 1975年 - ドイツ国際　2位(中量級)
- 1976年 - モントリオールオリンピック　3位(軽重量級)
- 1976年 - ドイツ国際　3位
- 1977年 - ヨーロッパ選手権　2位
- 1977年 - ドイツ国際　2位
- 1978年 - ヨーロッパ選手権　3位
- 1978年 - ドイツ国際　3位
- 1979年 - ヨーロッパ選手権　優勝
- 1980年 - ハンガリー国際　3位
- 1980年 - モスクワオリンピック　優勝